# 胆嚢管

胆管周辺の模式図
肝臓、右肝管、左肝管、総肝管、胆嚢管、総胆管、胆嚢、オッディ括約筋、ファーター膨大部、膵管、膵臓、十二指腸

胆嚢管（たんのうかん、英: Cystic duct）は、胆嚢と総胆管をつなぐ短い管である。
胆嚢管は、通常、胆嚢動脈のとなりに位置し、長さを自由に変える事ができる。
胆嚢管は、胆汁を流すことに支障を来たさないような螺旋弁を有している。

## 機能
胆汁は、胆嚢と総肝管及び総胆管の双方向に流れることができる。
このようにして胆汁はしばらくの間、胆嚢に蓄えておくことができる。
油を含んだ食事の刺激を受けて、ホルモンであるコレシストキニンが、肝臓の胆汁の生産を高め、胆嚢で濃縮し、オッディ括約筋を弛緩させ、胆汁の分泌を促進する。

## 臨床的な意義
胆石は、胆嚢管に入り込んで障害物となり、胆汁の流れを妨げる。胆嚢での圧力の上昇は、腫れと痛みをもたらす。この痛みは、突然発生するため、しばしば「胆嚢発作」と呼ばれる。
胆嚢摘出手術の際、胆嚢を自由に取り出せるように、胆嚢管は2,3箇所クリップで止められ、切除はクリップの間で行われる。

## 追加画像

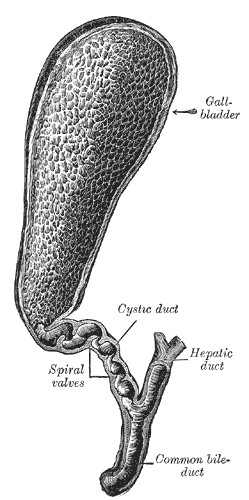
胆嚢及び周辺
胆嚢及び周辺
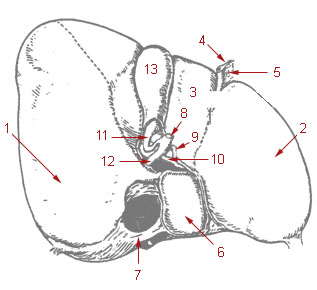
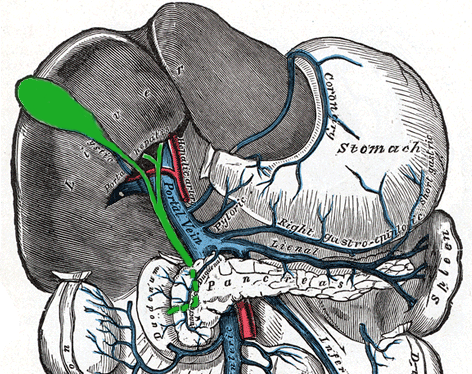
The portal vein and its tributaries.